# Zeng Qinghong

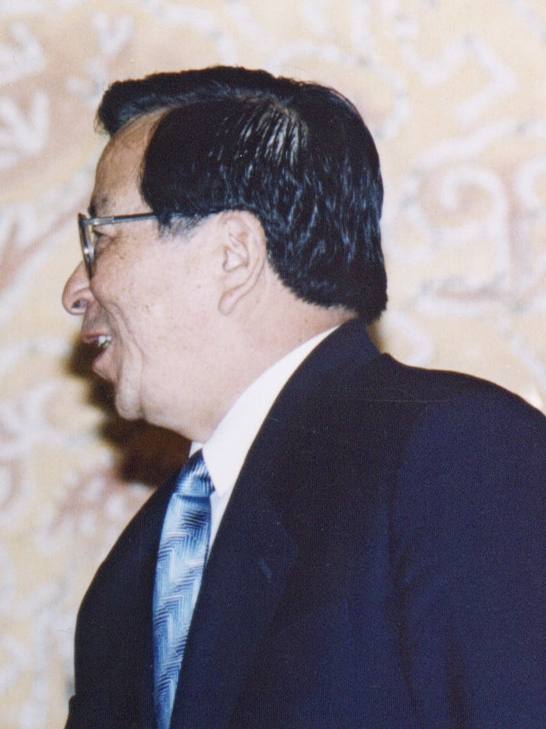
Zeng Qinghong (2000)

Zeng Qinghong (chinesisch 曾慶紅 / 曾庆红, Pinyin Zēng Qìnghóng) (* Juli 1939) ist ein chinesischer Politiker.
Von 2003 bis 2008 war er Vizepräsident der Volksrepublik China und damit Stellvertreter von Hu Jintao.
Zeng Qinghong wird als Sohn eines Generals der frühen Revolutionszeit und einer der Teilnehmerinnen am Langen Marsch zu der Gruppe der Nachfahren einflussreicher Parteiveteranen gezählt. Seine politische Karriere ist eng mit der Jiang Zemins verbunden, mit dem er bereits in dessen Shanghaier Zeit in engem Kontakt stand.

## Biografie
Zeng Qinghong wurde 1939 im Kreis Ji’an in der Provinz Jiangxi geboren. Im Alter von 21 Jahren trat er 1960 in die Kommunistische Partei Chinas ein. Nach Abschluss seines Studiums am Peking-Polytechnikum an der damaligen Fakultät für Automatische Steuerung (自动控制系) als Ingenieur 1963 arbeitete er bis 1965 als Techniker in der Einheit 743 der Volksbefreiungsarmee (解放军７４３部队). Anschließend war er bis 1969 Techniker bei der Abteilung 2 (Flugabwehrraketen) der 2. Akademie des 7. Ministeriums für Maschinenbauindustrie. 1969 wurde er im Rahmen der Kulturrevolution als Strafe für politische Unzuverlässigkeit zu Zwangsarbeit in der Landwirtschaft verurteilt, bevor er 1970 auf seine alte Arbeitsstelle bei der 2. Akademie zurückkehren durfte. Von 1973 bis 1979 war er Techniker in der Produktionsabteilung und später in der Wissenschafts- und Technikabteilung des Pekinger Amts für Rüstungsindustrie (北京市国防工办).
Zeng Qinghong wurde 1979 Sekretär im Hauptbüro der Staatlichen Planungskommission, 1981 stellvertretender Abteilungsleiter im Hauptbüro der Staatlichen Energiekommission und 1986 stellvertretender Parteisekretär von Shanghai. 1997 wurde er zum Direktor des Zentralkomitee-Hauptbüros ernannt. Er arbeitete anschließend 1999–2002 als Direktor der Zentralkomitee-Organisationsabteilung, bevor er Vizepräsident der Volksrepublik China wurde.
Am 15. März 2008 gab er aus Altersgründen – Zeng Qinghong war fast neun Jahre über der Pensionsgrenze – das Amt des Vizepräsidenten an Xi Jinping ab.